# Agnese di Merania
Agnese di Merania (Andechs, 1175 circa – Poissy, 20 luglio 1201) fu moglie del re Filippo II Augusto e regina di Francia (1196-1201). Alcuni cronisti francesi la indicano con il nome di Maria.

## Biografia

Quinta dei nove figli del duca di Merania Bertoldo IV e di Agnese di Rochlitz della famiglia dei Wettin, nel 1196 andò in sposa al re di Francia Filippo II Augusto, colpito dalla sua "straordinaria" bellezza. Questi, rimasto vedovo di Isabella di Hainaut nel 1190, si era unito in seconde nozze con Ingeburge di Danimarca il 14 agosto 1193, ma già l'indomani avrebbe voluto ricusarla. Poco dopo aveva ottenuto una sentenza di divorzio dal cardinale Guglielmo dalle Bianche Mani, arcivescovo di Reims, e un sinodo di vescovi compiacenti, celebrato a Compiègne il 5 novembre 1193, aveva decretato la nullità di quel matrimonio. Ingeburge, tramite il fratello Canuto VI re di Danimarca, aveva fatto ricorso alla Santa Sede e il 13 marzo 1195 papa Celestino III aveva dichiarato illegale l'annullamento, ma il re di Francia aveva comunque impalmato Agnese il 1º giugno 1196, a Compiègne, nonostante il parere negativo di molti suoi consiglieri.
Morto Celestino III nel 1198, il suo successore Innocenzo III sollecitò per via diplomatica il reintegro di Ingeburge e l'allontanamento di Agnese finché, rivelatosi inutile ogni appello, non colpì il re lanciando l'interdetto sui suoi possedimenti (13 gennaio 1200). Per il timore di possibili rivolte, Filippo II richiamò allora alla corte la precedente consorte ma, non appena l'interdetto venne tolto (7 settembre 1200), tornò a rinchiuderla nel castello di Dourdan (e poi in quello di Étampes) in attesa che una nuova assemblea di vescovi annullasse il precedente matrimonio. Così non fu: il concilio di Soissons del marzo 1201 riconobbe la validità delle nozze del 1193.
Quattro mesi dopo però, Agnese di Merania moriva nel castello di Poissy mettendo alla luce un bimbo, Tristano, che non le sopravvisse. Sepolta inizialmente nella collegiata Notre-Dame di Poissy, le sue spoglie furono poi trasferite nell'abbazia reale di Saint-Corentin, a Septeuil, una quindicina di chilometri a sud di Mantes-la-Jolie. Solo dopo la sua morte, Filippo II Augusto chiese e ottenne (2 novembre 1201) la legittimazione da parte del papa dei due figli avuti da lei:
- Maria  (1198-1224), andata sposa nel 1206 a Filippo I di Namur e nel 1213 a Enrico I di Brabante
- e Filippo (1200-1234), conte di Clermont e di Boulogne.

## La famiglia d'origine

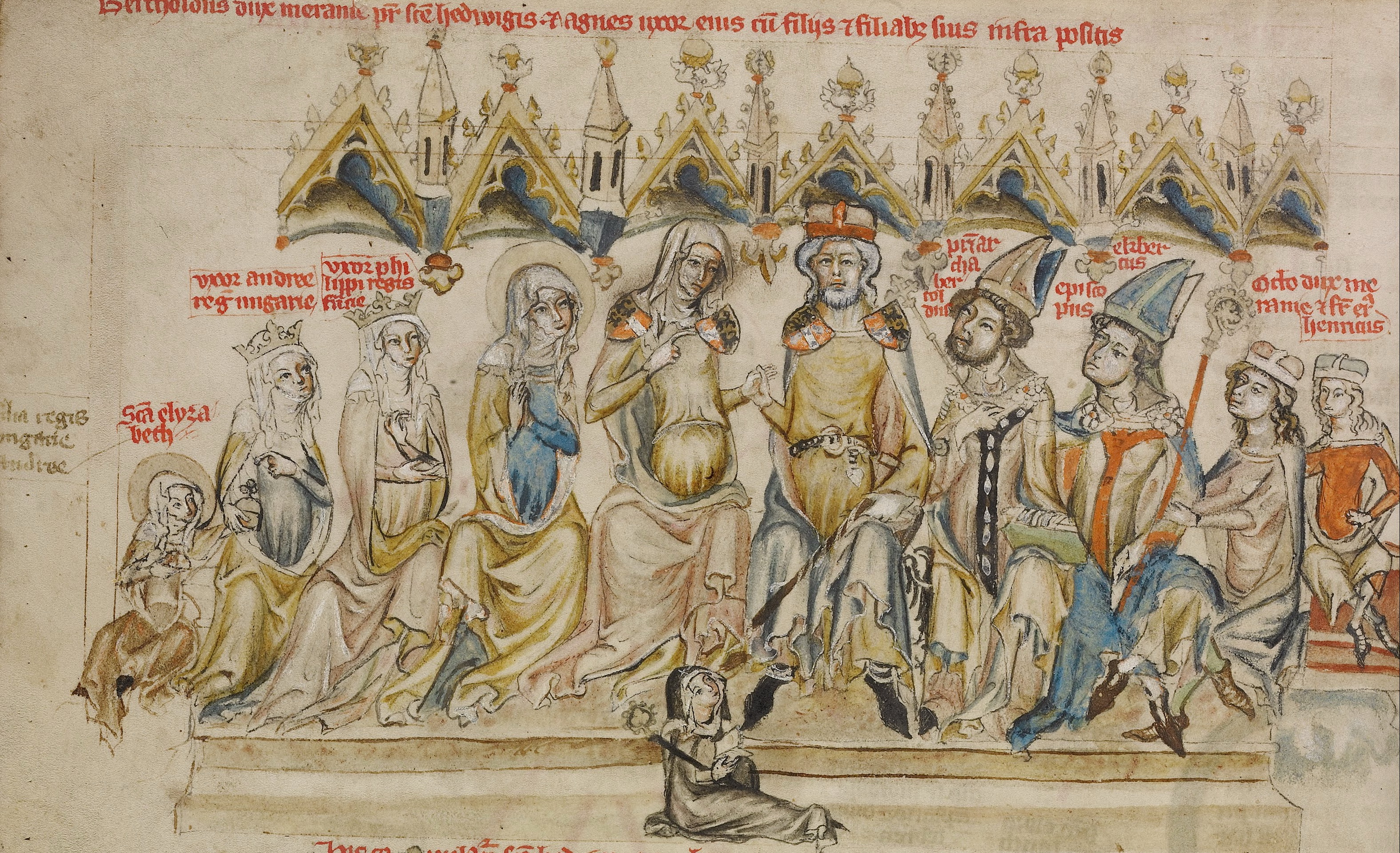
Agnese di Merania (terza da sinistra) con la sua famiglia d'origine.
Miniatura tratta dallo Schlackenwerther Codex (1353).

Al di là della notevole e indubbia influenza esercitata su Filippo II e dell'immenso dolore provocatogli dalla sua scomparsa, in realtà si sa ben poco della personalità di questa giovane regina morta a soli 25 anni. Indipendentemente dalle valutazioni storiografiche e dalle romantiche interpretazioni ottocentesche del suo personaggio, resta il drammatico paradosso di una nobile passione coinvolta nella lotta di potere fra stato e chiesa in contrapposizione con la temperie profondamente religiosa e gli stretti legami con gli ambienti ecclesiastici della sua famiglia d'origine.
In proposito si può ricordare che il maggiore dei suoi fratelli, Ekbert von Andechs, intraprese la carriera religiosa e fu vescovo di Bamberga dal 1203 al 1231; la sorella maggiore Edvige, moglie di Enrico I il Barbuto, duca di Slesia, venne canonizzata nel 1267; la sorella minore Gertrude, moglie del re Andrea II d'Ungheria, fu la madre di santa Elisabetta d'Ungheria; il fratello Bertoldo fu conte e vescovo di Kalocsa, quindi patriarca di Aquileia; la sorella più giovane, Matilde, fu badessa nel monastero delle benedettine di Kitzingen, dove era stata educata anche Edvige.

## La "fortuna" del personaggio

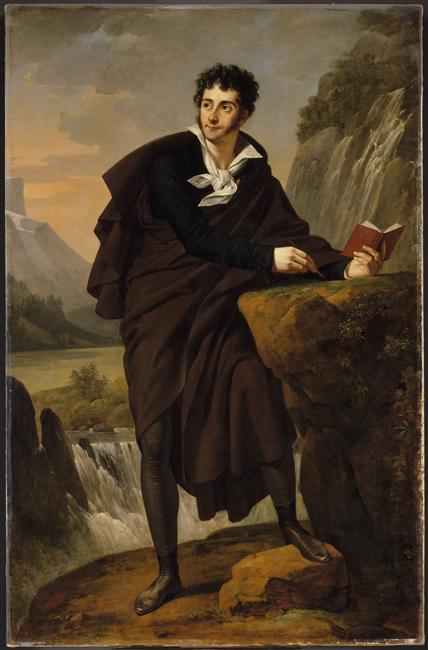
Lo scrittore Charles-Victor Prévost d'Arlincourt in un dipinto di Robert Lefèvre del 1822.

Nonostante la relativa scarsità di notizie sulla sua vicenda, la figura di Agnese di Merania ebbe una straordinaria fortuna nel corso dell'Ottocento: la sua breve e tragica avventura umana rappresentava infatti un soggetto troppo ricco di pathos e di suggestione per restare ignorato dallo spirito romantico dell'epoca.
Così nel 1825 lo scrittore Charles-Victor Prévost d'Arlincourt, con alle spalle i tre "colossali trionfi" editoriali di Le Solitaire (1821), Le Renégat (1822) e Ipsiboé (1823), diede il via alla riscoperta del personaggio pubblicando il romanzo storico L'étrangère, dramma tenebroso e passionale ricostruito con fantasie stravaganti e inverosimili attorno ai pochi fatti noti della vicenda di Agnese di Merania. L'enorme successo riscosso in Francia da quel testo e dall'omonima riduzione teatrale di Frédéric Dupetit-Méré ed Edmond Crosnier ebbe vasta e rapida eco anche in Italia, ancor prima della traduzione di Gaetano Paganucci edita a Livorno nel 1826.
L'8 dicembre ne andò in scena al teatro dei Fiorentini di Napoli una versione teatrale del barone Giovanni Carlo Cosenza: La straniera, "azione patetica" in 5 atti, poi pubblicata nel 1827. Nel 1829 ebbe luogo la prima della versione operistica più nota, La straniera di Vincenzo Bellini su libretto di Felice Romani, cui va aggiunta la traduzione italiana del testo teatrale di Dupetit-Méré e Crosnier.
Seguirono: nel 1830 Agnese, ossia la straniera di Karensi, nuova traduzione italiana dell'"aneddoto storico" del Prévost; nel 1833 L'incognita della Brettagna, dramma in 5 atti di Domenico De Ferrari; nel 1846 la tragedia romantica Agnès de Méranie del drammaturgo francese François Ponsard; per concludere nel 1865 (ma l'elenco è probabilmente incompleto) con il dramma in 4 atti del poeta neoclassico Ernest Legouvé Les deux reines de France, che poté fregiarsi delle musiche di scena di Charles Gounod.

## Ascendenza
|                                           |                                        |                                            | Genitori                                               |  |  | Nonni |  |  | Bisnonni                     |  |  | Trisnonni                   |  |
|                                           |                                        |                                            |                                                        |  |  |       |  |  | Bertoldo II, conte di Dießen |  |  | Arnoldo IV, conte di Dießen |  |
|                                           |                                        |                                            |                                                        |  |  |       |  |  | Bertoldo II, conte di Dießen |  |  | Arnoldo IV, conte di Dießen |  |
|                                           |                                        | Gisella di Svevia                          |                                                        |  |  |       |  |  | Bertoldo II, conte di Dießen |  |  |                             |  |
| Bertoldo I, margravio d'Istria e Carniola |                                        |                                            |                                                        |  |  |       |  |  | Bertoldo II, conte di Dießen |  |  |                             |  |
|                                           |                                        | Sofia d'Istria                             | Poppo II, margravio d'Istria e Carniola                |  |  |       |  |  |                              |  |  |                             |  |
|                                           |                                        | Sofia d'Istria                             | Poppo II, margravio d'Istria e Carniola                |  |  |       |  |  |                              |  |  |                             |  |
|                                           |                                        | Sofia d'Istria                             | Riccarda di Sponheim                                   |  |  |       |  |  |                              |  |  |                             |  |
| Bertoldo IV, duca di Merania              |                                        | Sofia d'Istria                             |                                                        |  |  |       |  |  |                              |  |  |                             |  |
|                                           |                                        | Ottone IV, conte di Wittelsbach            | Eccardo I, conte di Scheyern                           |  |  |       |  |  |                              |  |  |                             |  |
|                                           |                                        | Ottone IV, conte di Wittelsbach            | Eccardo I, conte di Scheyern                           |  |  |       |  |  |                              |  |  |                             |  |
|                                           |                                        | Ottone IV, conte di Wittelsbach            | Riccarda d'Istria                                      |  |  |       |  |  |                              |  |  |                             |  |
| Edvige di Wittelsbach                     |                                        | Ottone IV, conte di Wittelsbach            |                                                        |  |  |       |  |  |                              |  |  |                             |  |
|                                           |                                        | Heilika di Pettendorf-Lengenfeld-Hopfenohe | Federico III, conte di Pettendorf-Lengenfeld-Hopfenohe |  |  |       |  |  |                              |  |  |                             |  |
|                                           |                                        | Heilika di Pettendorf-Lengenfeld-Hopfenohe | Federico III, conte di Pettendorf-Lengenfeld-Hopfenohe |  |  |       |  |  |                              |  |  |                             |  |
|                                           |                                        | Heilika di Pettendorf-Lengenfeld-Hopfenohe | Heilika                                                |  |  |       |  |  |                              |  |  |                             |  |
| Agnese di Merania                         |                                        | Heilika di Pettendorf-Lengenfeld-Hopfenohe |                                                        |  |  |       |  |  |                              |  |  |                             |  |
|                                           | Corrado, margravio di Meißen e Lusazia | Thimo, conte di Wettin                     |                                                        |  |  |       |  |  |                              |  |  |                             |  |
|                                           | Corrado, margravio di Meißen e Lusazia | Thimo, conte di Wettin                     |                                                        |  |  |       |  |  |                              |  |  |                             |  |
|                                           | Corrado, margravio di Meißen e Lusazia | Ida di Northeim                            |                                                        |  |  |       |  |  |                              |  |  |                             |  |
| Dedi III, margravio di Lusazia            | Corrado, margravio di Meißen e Lusazia |                                            |                                                        |  |  |       |  |  |                              |  |  |                             |  |
|                                           |                                        | Luitgarda di Ravenstein                    | Adalberto di Ravenstein, conte di Elchingen            |  |  |       |  |  |                              |  |  |                             |  |
|                                           |                                        | Luitgarda di Ravenstein                    | Adalberto di Ravenstein, conte di Elchingen            |  |  |       |  |  |                              |  |  |                             |  |
|                                           |                                        | Luitgarda di Ravenstein                    | Berta di Boll                                          |  |  |       |  |  |                              |  |  |                             |  |
| Agnese di Rochlitz                        |                                        | Luitgarda di Ravenstein                    |                                                        |  |  |       |  |  |                              |  |  |                             |  |
|                                           |                                        | Goswin II, conte di Heinsberg              | Goswin I, conte di Heinsberg                           |  |  |       |  |  |                              |  |  |                             |  |
|                                           |                                        | Goswin II, conte di Heinsberg              | Goswin I, conte di Heinsberg                           |  |  |       |  |  |                              |  |  |                             |  |
|                                           |                                        | Goswin II, conte di Heinsberg              | Oda di Walbeck                                         |  |  |       |  |  |                              |  |  |                             |  |
| Matilde di Heinsberg                      |                                        | Goswin II, conte di Heinsberg              |                                                        |  |  |       |  |  |                              |  |  |                             |  |
|                                           |                                        | Adelaide di Sommerschenburg                | Federico I, conte di Sommerschenburg                   |  |  |       |  |  |                              |  |  |                             |  |
|                                           |                                        | Adelaide di Sommerschenburg                | Federico I, conte di Sommerschenburg                   |  |  |       |  |  |                              |  |  |                             |  |
|                                           |                                        | Adelaide di Sommerschenburg                | Adelaide di Lauffen                                    |  |  |       |  |  |                              |  |  |                             |  |
|                                           |                                        | Adelaide di Sommerschenburg                |                                                        |  |  |       |  |  |                              |  |  |                             |  |